# Gloppen
Gloppen è un comune norvegese della contea di Vestland.

## Byrkjelo
Byrkjelo è una località nella municipalità di Gloppen. Ha una popolazione di 300 abitanti.